# Volvocales
Ordre
Les Volvocales sont un ordre d'algues vertes de la classe des Chlorophyceae.

## Liste des familles
Selon World Register of Marine Species (29 avril 2013) :
- famille des Carteriaceae
- famille des Chlamydomonadaceae
- famille des Dangeardinellaceae
- famille des Dunaliellaceae
- famille des Goniaceae
- famille des Haematococcaceae
- famille des Phacotaceae
- famille des Spondylomoraceae
- famille des Tetrabaenaceae
- famille des Volvocaceae
- Volvocales incertae sedis